# Dariusz Chojecki
 Dariusz Kazimierz Chojecki – polski historyk, dr hab. nauk humanistycznych, profesor nadzwyczajny Instytutu Historycznego Uniwersytetu Szczecińskiego.

## Życiorys
14 listopada 2002 obronił pracę doktorską Ludność pruskiej prowincji Pomorze. Przemiany demograficzne w latach 1919-1939, 11 grudnia 2014 habilitował się na podstawie pracy zatytułowanej Od społeczeństwa tradycyjnego do nowoczesnego. Demografia i zdrowotność głównych ośrodków miejskich Pomorza Zachodniego w dobie przyśpieszonej industrializacji i urbanizacji w Niemczech (1871-1913). Otrzymał nominację profesorską.
Objął funkcję profesora nadzwyczajnego w Instytucie Historycznym na Uniwersytecie Szczecińskim, oraz piastuje stanowisko prodziekana na Wydziale Humanistycznym Uniwersytetu Szczecińskiego.
Jest członkiem Komitetu Nauk Demograficznych na I Wydziale Nauk Humanistycznych i Społecznych Polskiej Akademii Nauk.